# Ligament talo-calcanéen latéral
Le ligament talo-calcanéen latéral (ou ligament astragalo-calcanéen externe ou ligament calcanéo-astragalien externe) est un ligament de l'articulation subtalaire.

## Description
Le ligament talo-calcanéen latéral est un faisceau court et fort, passant du versant antérieur du processus latéral du talus, immédiatement sous sa facette malléolaire latérale du talus, à la face latérale du calcanéus, en regard de la surface articulaire talaire postérieure.
Il est recouvert en haut par le ligament calcanéo-fibulaire et en bas par le tendon du muscle court fibulaire.